# Балійське письмо
Балійське письмо (балі. Aksara Bali) — писемність, що використовувалась на індонезійському острові Балі. Здебільшого була замінена латинською абеткою. Незважаючи на це, писемність використовується і до цього дня, хоча лише деякі люди вільно володіють нею. Головним чином застосовується в релігійних писаннях.
Балійське письмо переважає в традиційних церемоніях острова Балі та міцно асоціюється в індуїзмом. Письмо в основному використовується для копіювання лонтарів або манускриптів на пальмовому листі, що містять релігійні тексти.
Балійське письмо походить від письма каві, яке, в свою чергу, бере витоки від письма Брахмі - предка майже всіх письменностей південно-східній Азії.

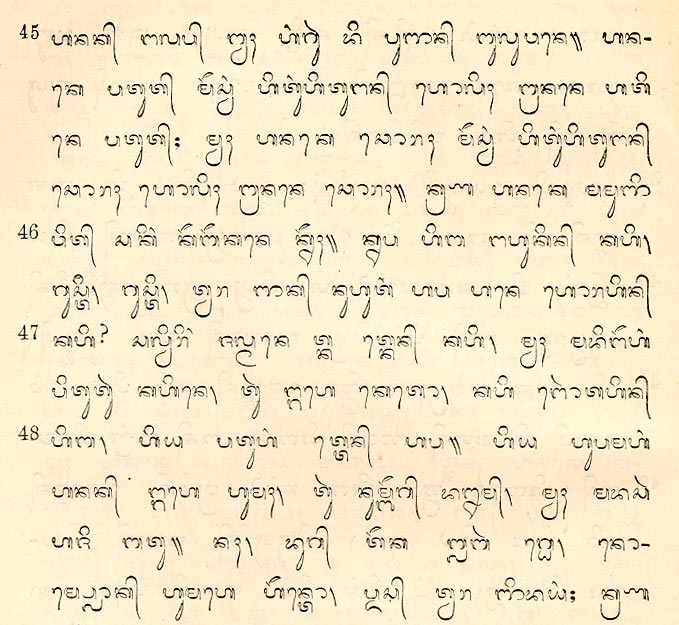
Біблія надрукована балійським письмом

## Абетка
Абетка включає в себе 47 символів, 14 з яких позначають голосні звуки, інші 33 - приголосні.

### Приголосні
Приголосні називаються wianjana (ᬯ᭄ᬬᬦ᭄ᬚᬦ). У балійському письмі їх 33, проте лише 18 з них, звані wreṣāstra (ᬯᬺᬱᬵᬲ᭄ᬢ᭄ᬭ), використовуються для запису балійської мови. Решта застосовуються для запису слів, запозичених з каві та санскриту.
| Приголосні         |                |                        |                  |                       |                 |              |                 |           |
| Місце творення     | Pancawalimukha | Pancawalimukha         | Pancawalimukha   | Pancawalimukha        | Pancawalimukha  | Напівголосні | Фрикативні      | Wisarga   |
| Місце творення     | Глухі          | Глухі                  | Дзвінкі          | Дзвінкі               | Носові          | Напівголосні | Фрикативні      | Wisarga   |
| Гортанні           | (Ka) Ka1       | · (Kha) · Ka mahaprana | (Ga) Ga1         | (Gha) Ga gora         | (Nga) Nga1      |              |                 | (Ha) Ha12 |
| Середньопіднебінні | (Ca) Ca murca1 | (Cha) Ca laca          | (Ja) Ja1         | (Jha) Ja jera         | (Nya) Nya1      | (Ya) Ya1     | (Śa) Sa saga    |           |
| Ретрофлексні       | (Ṭa) Ta latik  | (Ṭha) Ta latik m.      | (Ḍa) Da murda a. | (Ḍha) Da murda m.     | (Ṇa) Na rambat  | (Ra) Ra1     | (Ṣa) Sa sapa    |           |
| Зубні              | (Ta) Ta1       | (Tha) Ta tawa          | (Da) Da lindung1 | (Dha) Da madu         | (Na) Na kojong1 | (La) La1     | (Sa) Sa danti13 |           |
| Губні]             | (Pa) Pa1       | (Pha) Pa kapal         | (Ba) Ba1         | or (Bha) · Ba kembang | (Ma) Ma1        | (Wa) Wa1     |                 |           |

↑ Aksara wreṣāstra. В традиційному порядку: ha na ca ra ka / da ta sa wa la / ma ga ba nga / pa ja ya nya.

↑  Приголосний ha іноді не вимовляється. Наприклад, hujan вимовляється як ujan.

↑  Насправді є альвеолярним, но класифікується як зубний за традицією.

### Голосні
Голосні називаються suara (ᬲ᭄ᬯᬭ) і можуть бути написані як окремі літери, якщо знаходяться на початку слова.
| Голосні         |                 |                 |                          |               |                |               |
| Короткі голосні | Короткі голосні | Короткі голосні | Назва                    | Довгі голосні | Довгі голосні  | Довгі голосні |
| Символ          | Транслітерація  | МФА             | Назва                    | Символ        | Транслітерація | МФА           |
|                 | A               | [a]             | A kara                   |               | Ā              | [ɑː]          |
|                 | I               | [i]             | I kara                   |               | Ī              | [iː]          |
|                 | Ṛ               | [ɹ̩]             | Ra repa                  |               | Ṝ              | [ɹ̩ː]          |
|                 | Ḷ               | [l̩]             | La lenga                 |               | Ḹ              | [l̩ː]          |
|                 | U               | [u]             | U kara                   |               | Ū              | [uː]          |
|                 | E               | [e]; [ɛ]        | E kara (E) Airsanya (Ai) |               | Ai             | [aːi]         |
|                 | O               | [o]; [ɔ]        | O kara                   |               | Au             | [aːu]         |

## Цифри
| Балійські цифри | Арабські цифри | Назва       |  | Балійські цифри | Арабські цифри | Назва |
| --------------- | -------------- | ----------- |  | --------------- | -------------- | ----- |
|                 | 0              | Bindu/Windu |  | 5               | Lima           |       |
|                 | 1              | Siki/Besik  |  | 6               | Nem            |       |
|                 | 2              | Kalih/Dua   |  | 7               | Pitu           |       |
|                 | 3              | Tiga/Telu   |  | 8               | Kutus          |       |
|                 | 4              | Papat       |  | 9               | Sanga/Sia      |       |

## Юнікод
Письмо було включено в Юнікод з виходом версії 5.0 в липні 2006 року. Виділений для балійського письма діапазон - U + 1B00-U + 1B7F: